# Byron Katie
Byron Kathleen Mitchell (de soltera Reid), más conocida como Byron Katie (Breckenridge, Texas, 6 de diciembre de 1942), es una maestra espiritual estadounidense. 
Su enseñanza puede ser catalogada como advaita sin embargo por su despertar tan repentino y sin tradición, siempre ha hablado desde una enseñanza sin nombre, es una vía directa hacia la verdad. Se especializa en enseñar un profundo método de autoconocimiento llamado "The Work of Byron Katie" o simplemente como "The Work." The Work está basado en cuatro preguntas y un proceso llamado "la inversión", que puede ser aplicado por uno mismo u otra persona.
Está casada con el traductor y helenista Stephen Mitchell.